# Targa Florio 1906
La Targa Florio del 1906 fu la corsa inaugurale della Targa Florio,e la prima gara della Formula Grand Prix, fu una corsa automobilistica di durata, su strada aperta che si svolse sulle montagne della Sicilia vicino a Palermo. Fondato dal ricco produttore di vino siciliano Vincenzo Florio, I numeri e le posizioni in griglia sono state assegnate con un sorteggio
si tenne alle Madonie il 6 maggio 1906 e si percorsero 3 giri del circuito di 148,82 km, per un totale di 446,46 km.
la gara è stata vinta dall'italiano Alessandro Cagno su Itala.

## Risultati
| Pos. | Nº | Pilota           | Auto                 | Giri | Tempo   |
| ---- | -- | ---------------- | -------------------- | ---- | ------- |
| 1    | 3  | Alessandro Cagno | Itala 35/40 hp       | 3    | 9:32:22 |
| 2    | 10 | Ettore Graziane  | Itala 35/40 hp       | 3    |         |
| 3    | 5  | Paul Bablot      | Berliet              | 3    |         |
| 4    | 9  | Victor Rigal     | Itala 35/40 hp       | 3    |         |
| 5    | 8  | Pierre de Caters | Itala 35/40 hp       | 3    |         |
| 6    | 2  | Hubert Le Blon   | Hotchkiss 35 hp      | 3    |         |
| Rit  | 7  | Maurice Fournier | Clément-Bayard 35 hp |      |         |
| Rit  | 1  | Vincenzo Lancia  | FIAT 24/40 hp        |      |         |
| Rit  | 4  | Achille Fournier | Clément-Bayard 35 hp |      |         |
| Rit  | 6  | George Pope      | Itala 35/40 hp       |      |         |